# Folke Samuelsson
Folke Hugo Samuelsson, född 30 september 1916 i Hörby, död där 1 april 1987, var en svensk tecknare och kartritare. 
Han var son till handlaren Gustaf Adolf Samuelsson och Mathilda Månsson och från 1946 gift med Inga Carin Solveig Magnusson. Samuelsson arbetade först som vilthandlare men övergick i början av 1940-talet till konstnärlig verksamhet. Han medverkade några gånger i Nationalmuseums utställning Unga tecknare.